# Robin Devereux
Pour les articles homonymes, voir Dévereux.
Charles Robin de Bohun Devereux, né le 18 août 1975, 19e vicomte Hereford, dit premier vicomte dans la pairie d'Angleterre à propos du titre créé en 1550, est commissaire-priseur et directeur dans la Bonhams.

## Biographie
Il étudia à Stowe School dans le Buckinghamshire avant de poursuivre ses études en histoire de l'art à l'université d'East Anglia, où fut nommé (B.A.). 
Depuis 1998, il poursuit sa carrière dans la maison Bonham à Londres. 

### Famille
D'ascendance de la noblesse anglo-normande, il succède en 2004 aux titres de son père Robert Devereux (18e vicomte Hereford et baronnet) qui est aussi officier dans l'ordre de Saint-Jean. 
Lord Hereford se marie en 2010 avec Louisa, fille aînée de William Knight, de Notting Hill à Londres (fils du major Claude Knight et de Priscilla Dodson, seule fille du 2e baron Monk Bretton) et de la jonkvrouwe Sylvia Caroline van Lennep.
Le vicomte et la vicomtesse ont eu deux enfants :
- Sophia Emily Florence Devereux (née le 12 janvier 2013)
- Henry Walter Devereux (né le 11 février 2015) ; héritier apparent aux titres familiaux[3].

#### Héraldique

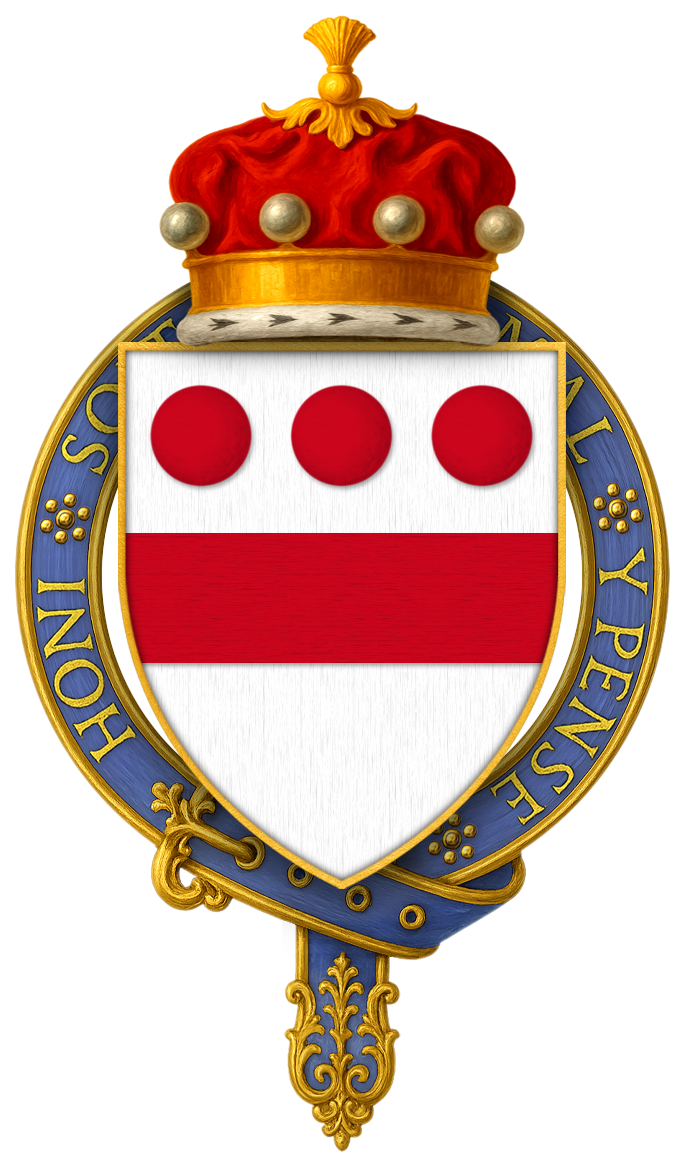
7e baron Ferrers KG
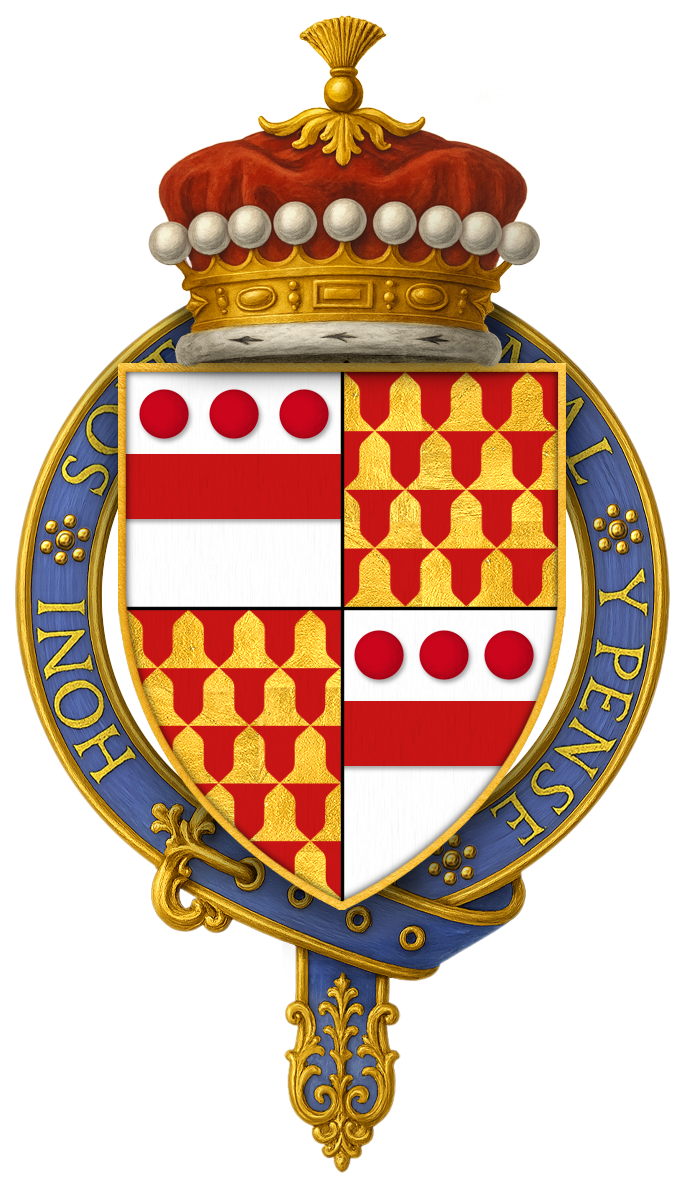
1er vicomte Hereford KG
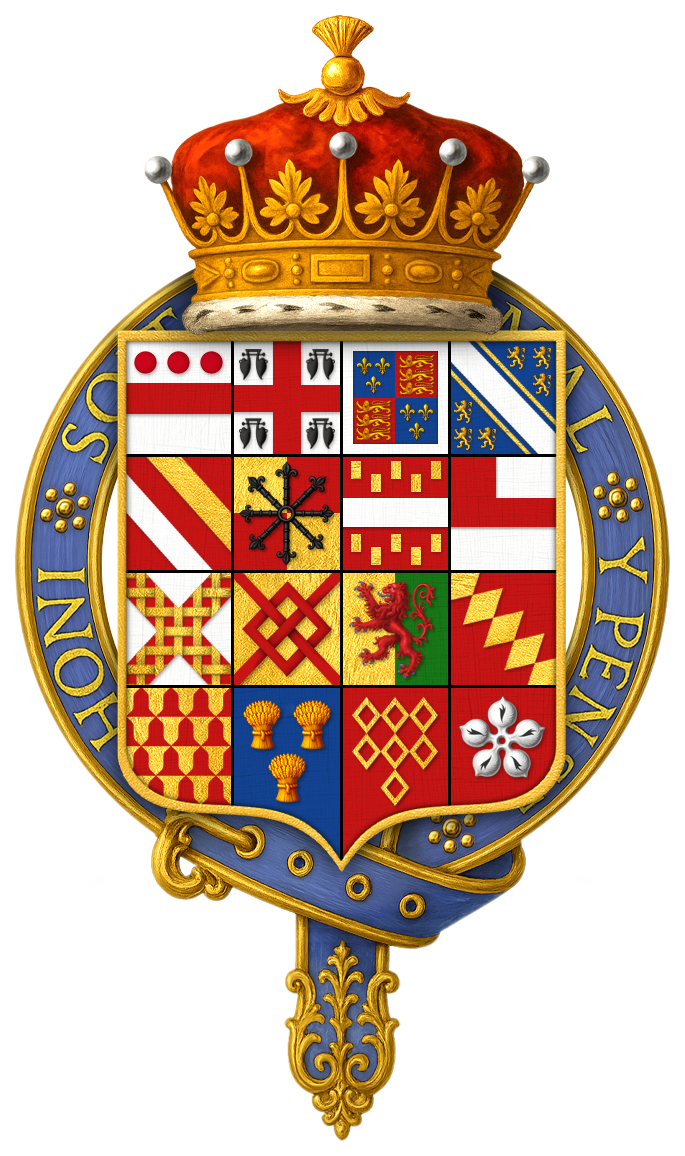
1er comte d'Essex KG
17e vicomte Hereford
18e vicomte Hereford